# Celine van Duijn
Celine van Duijn (Amersfoort, 4 novembre 1992) è una tuffatrice olandese specialista nella piattaforma 10 metri.

## Biografia
Agli europei di nuoto di Glasgow 2018 ha vinto la medaglia d'oro nella piattaforma 10 metri, precedendo l'italiana Noemi Batki e la tedesca Maria Kurjo.

## Palmarès
- Europei di nuoto/tuffi

Glasgow 2018: oro nella piattaforma 10 m.
Kiev 2019: argento nella piattaforma 10 m.

## Riconoscimenti
- LEN Award: 2018